# Нозиков, Сергей Иванович
Сергей Иванович Нозиков (род. 30 марта 1961) — советский и российский футболист, полузащитник и защитник.

## Карьера

### Клубная
В 1983—1985 годах защищал цвета череповецкого «Строителя». В 1987 году перешёл в новороссийский «Цемент». В 1992—1996 годах выступал за сочинскую «Жемчужину». 7 марта 1993 года сыграл дебитировал чемпионате России в матче против нижегородского клуба «Локомотив-Спортсмен» (1:1). 15 августа 1993 года забил единственный гол в элитном дивизионе в матче против «Океана» (3:2). Всего в чемпионате России сыграл 81 матч и забил 1 гол.

### Тренерская
В 1998—1999 годах входил в тренерский штаб «Жемчужины».

## Достижения
- Победитель зоны «Запад» Первой лиги: 1992
- Победитель 3-й зоны Второй лиги (2): 1988, 1989
- Победитель 4-й зоны Второй низшей лиги: 1991